# El Sartorio
 Pour plus de détails, voir Fiche technique et Distribution
El Sartorio, appelé aussi El Satario ou El Satiro, est le titre de ce qui semble être l'un des plus anciens films à caractère pornographique. Ce film aurait été réalisé en Argentine en 1907 ou 1908.
Il serait l'un des premiers à montrer des gros plans d'organes génitaux. Il n'existe aucune preuve formelle que la date soit bien celle-ci : d'autres sources indiquent les années 1930 et Cuba comme lieu de production.
Un autre film, À l'Écu d'or ou la Bonne Auberge, un court-métrage pornographique français, fut également produit en 1908.

## Synopsis
Un groupe de femmes nues s'amusent dans un décor champêtre. Apercevant « le Diable » (un homme barbu, avec des cornes sur la tête), elles prennent peur et s'enfuient. L'une d'elles (appelée « la Reine » dans les intertitres) tombe évanouie. Le Diable se saisit d'elle et l'emporte plus loin pour abuser d'elle. Le Diable et la Reine ont ensuite un rapport sexuel avec plusieurs positions (soixante-neuf, missionnaire, levrette). Les autres femmes reviennent, et les trouvent tous deux endormis. Elles frappent le Diable avec des branchages et le mettent en fuite.

## Un montage au service du voyeur
Ce court métrage présente une structure adaptée à sa fonction : au lieu de continuels plans séquences d'ensemble, des tableaux arrangés comme c'était souvent le cas dans la photographie et les petits films à caractère pornographique aux débuts du cinématographe, ceux-ci sont entrecoupés de gros plans montrant notamment la pénétration.

## Fiche technique
- Titre original : El Sartorio
- Scénario et réalisation : anonymes
- Producteur : inconnu
- Noir et blanc
- Muet
- Genre : film pornographique
- Durée : 4 minutes trente
- Année : 1907 ou 1908
- Interprètes : anonymes